# Casas torreadas del Alto Aragón

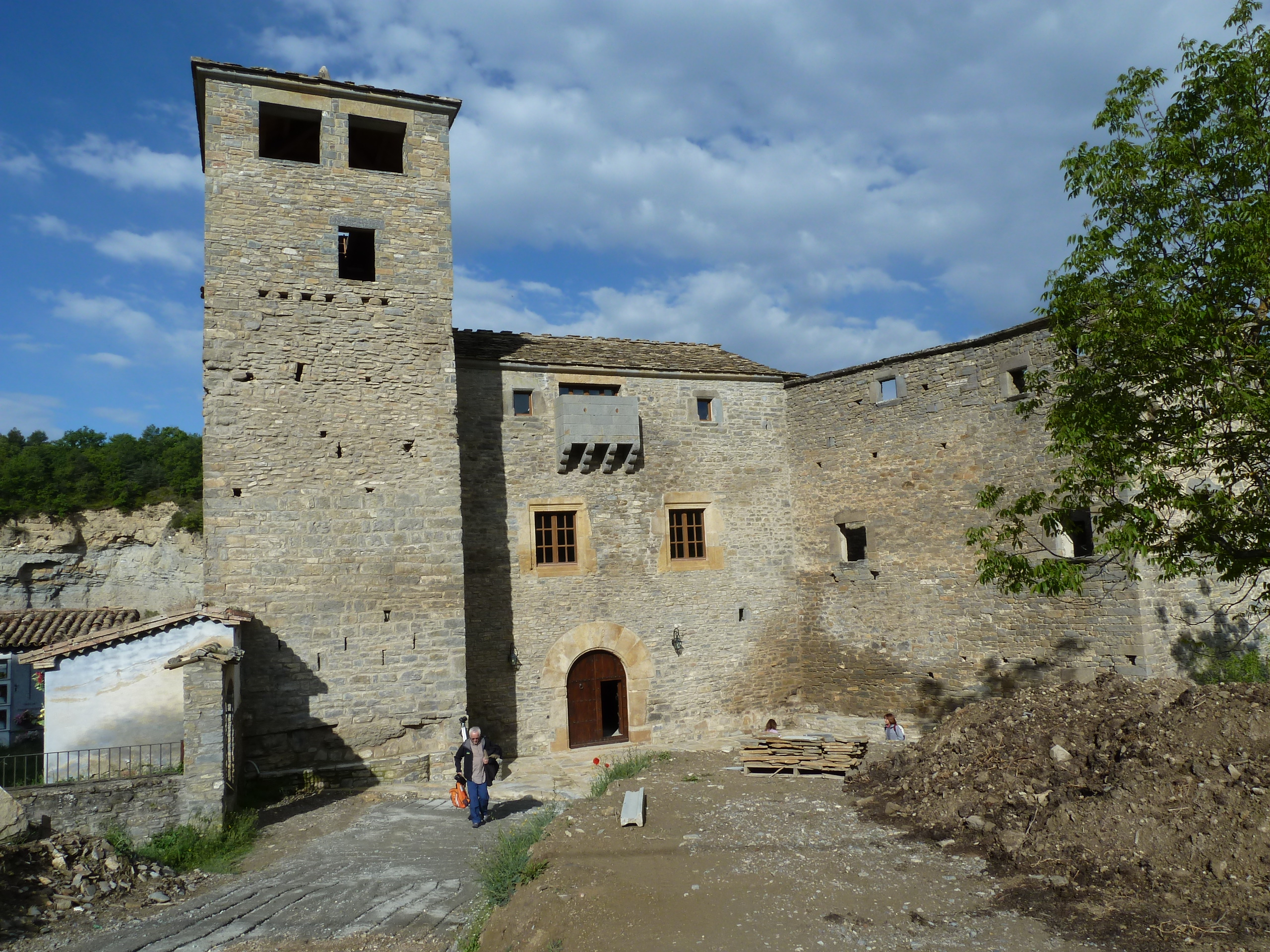
Fachada principal y torre de casa fortificada en Formigales (Huesca)

Las casas torreadas del Alto Aragón son un centenar de casas fortificadas con torres defensivas construidas preferentemente durante el siglo XVI en el Alto Aragón (España), relacionadas con el delicado momento político y social que se vivía en el territorio pirenaico. 

## Contexto histórico
En el siglo XVI, cuando se construyeron buena parte de las casas torreadas, se registró una gran conflictividad social: luchas en los concejos por las rivalidades familiares, bandolerismo, rebeliones antiseñoriales para evitar el vasallaje, fricciones entre la monarquía y las clases altas aragonesas que defendían sus fueros y sumado a todo ello, los conflictos religiosos de Francia que ocasionaban continuas incursiones transfronterizas.
Como respuesta a esta dura situación social y política, el Pirineo se fortificó por orden real reconstruyendo y blindando antiguos castillos y fortalezas y construyendo otras nuevas, levantando en el Alto Aragón, en torno a cien casas fortificadas con la presencia integrada de una o varias torres. El conjunto de casas torreadas del Alto Aragón se compone de construcciones defensivas para la habitación, que tienen forma de torre o la incluyen, y son exclusivas del ámbito rural, unas veces integradas en el casco urbano de la localidad, otras veces erigiéndose aisladas.

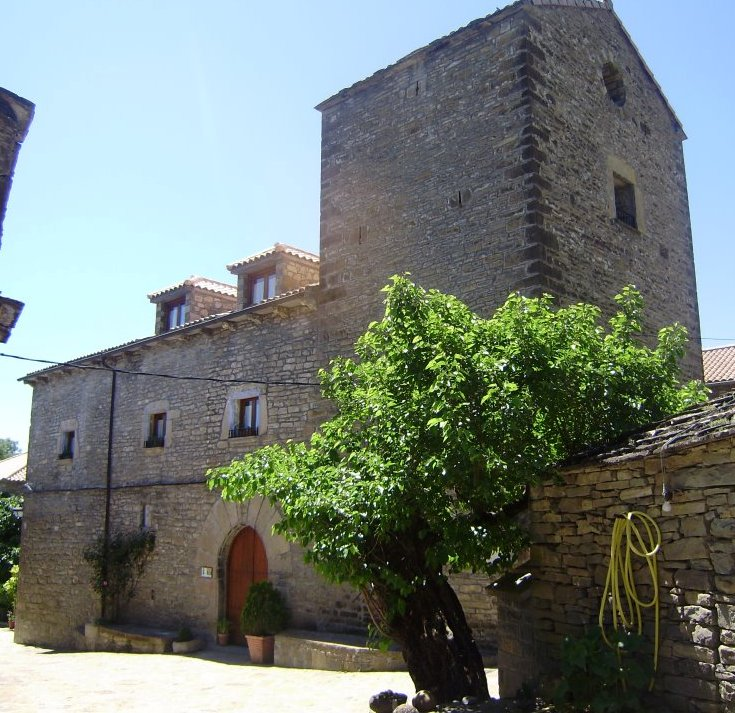
Casa Bara en Guaso (Huesca)

Existen varias comarcas del Pirineo aragonés  que comparten este rasgo distintivo: Sobrarbe, Ribagorza, Jacetania-Serrablo (Huesca). Su proliferación inicial es la respuesta a una situación de gran agitación que se vivió en esta zona. Con posterioridad, una vez desaparecida la necesidad defensiva, este modelo perdurará en el tiempo como un elemento de ostentación de algunos infanzones locales, que erigen edificaciones que imitan los rasgos arquitectónicos de las mismas.

## Arquitectura
El modelo constructivo de las casas torre, inicialmente, se inspiró en las torres-castillos medievales. Posteriormente las familias infanzonas con más recursos optaron por fundir aspectos de la construcción defensiva medieval con la choza-cabaña popular dando así origen a la nueva vivienda rural. 
Como influencia extranjera se añadieron los grandes salones que vieron reducido su tamaño al incorporar a ellos las alcobas de influencia hispana. El exterior presenta numerosos elementos defensivos como matacanes y aspilleras inicialmente construidos para defensa y posteriormente con fines más aparentes que útiles.

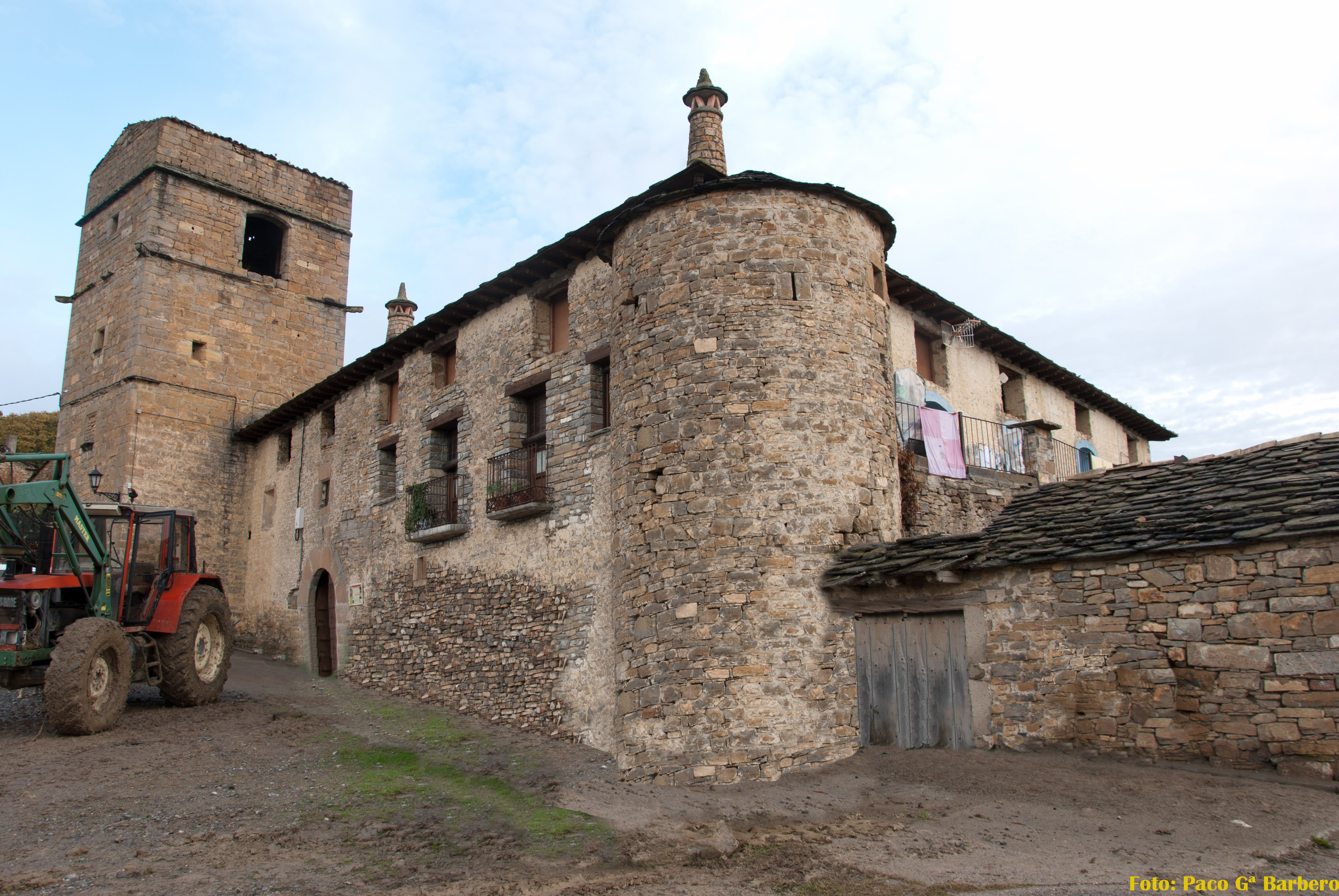
Casa con torre circular en Aluján (HUesca)

En cuanto a las plantas de las torres encontramos mayoritariamente torres de planta cuadrada, aunque también aparecen las de planta circular y gran altura,  para conseguir un matiz de distinción y originalidad.
Generalmente se encuentran adosadas en una de las esquinas del edificio y desarrollaban funciones de vigilancia y defensa similares a las de los garitones. Su altura sobrepasaba la del resto del edificio buscando un efecto intimidatorio, al igual que las aspilleras de aspecto medievales, que en realidad sólo se utilizaban para labores de inspección ocular.
La torre con planta circular más occidental la encontramos en Fanlo y la más meridional en Abizanda. 
Según la Orden de 17 de abril de 2006 del Departamento de Educación, Cultura y Deporte por la que se aprueba la relación de castillos y su localización las casas torreadas del Alto Aragón son consideradas Bienes de Interés Cultural, la máxima categoría de protección que contempla la legislación aragonesa y española, en reconocimiento a su relevancia.

## Casas torreadas en elSobrarbe

### Casa Carlos (Abizanda)

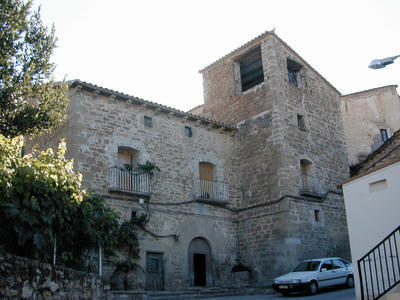
Fachada de Casa Carlos.

Construcción de planta rectangular unida en una de sus esquinas a una torre defensiva, ambas construcciones se realizaron a un tiempo en mampostería de arenisca. La fachada presenta alteraciones por diversas reformas. El acceso a la torre, de carácter claramente defensivo,  se realiza desde la planta baja.

### Casa Mora (Escanilla)

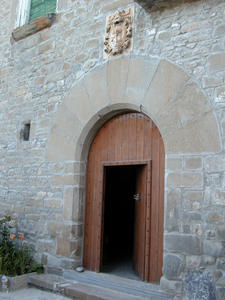
Puerta en arco de medio punto y escudo de Casa Mora

Edificio de gran volumen con torre adosada en lateral, por la apariencia la torre es ligeramente anterior a la vivienda que se adosó con posterioridad. La fachada ha sido modificada aunque aún se conserva matacán, tronera para arma de fuego y algún otro elemento originales.

### Casa Lanao (Arro)

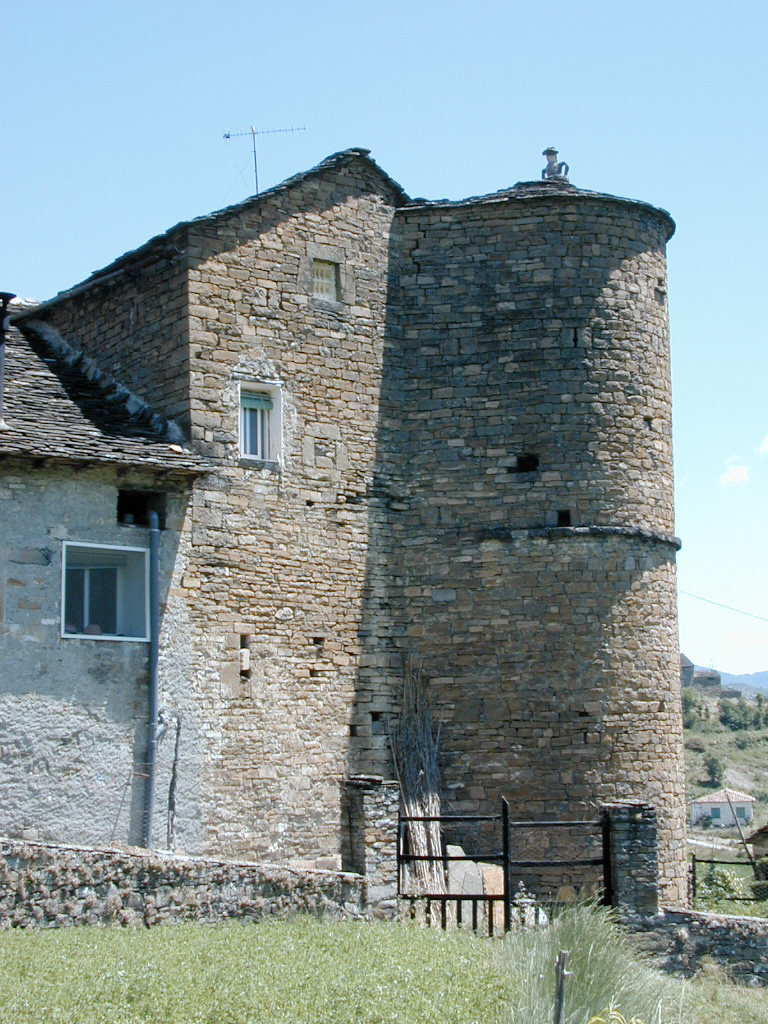
Casa Lanao de Arro.

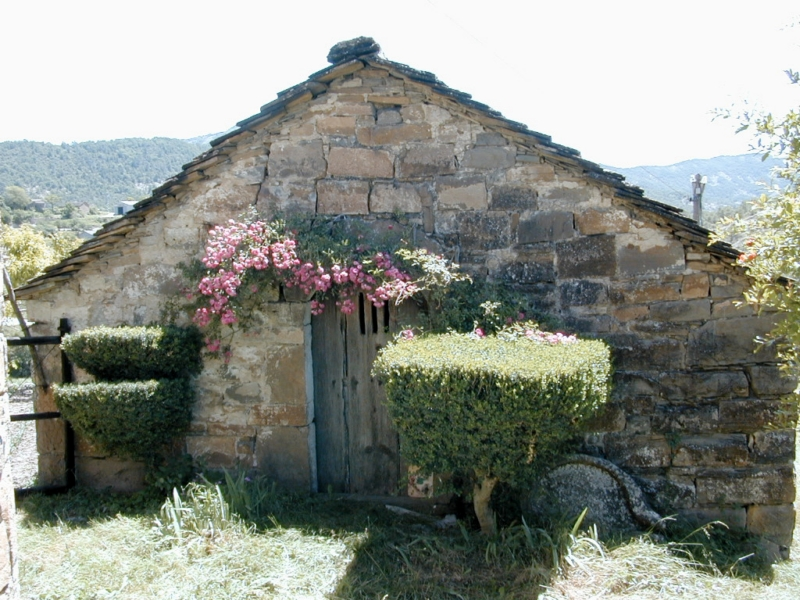
Capilla de San Antonio de Padúa.

Ha sufrido incontables modificaciones y añadidos, en su origen era un edificio de planta rectangular, ampliado con dependencias domésticas. La construcción es de mampostería y consta de tres plantas y falsa, con un torreón cilíndrico de la misma altura que el resto de la casa

### Casa Torre la Abadía (Arro)

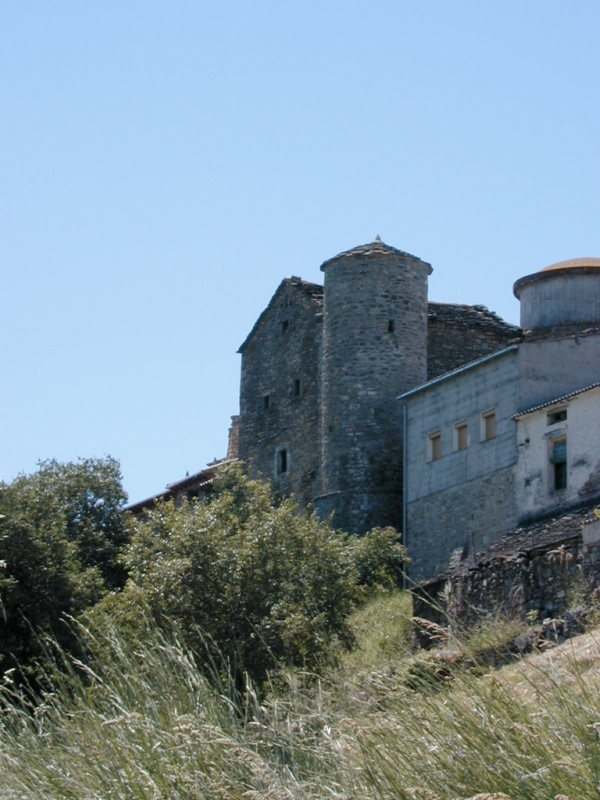
Torreón de casa La Abadía.

La estructura de Casa Abadía de Arro está formada por un cuerpo rectangular que corresponde a la vivienda, cerrada en su lado noreste por una torre circular fortificada que alberga una escalera de caracol. Este recurso constructivo es habitual en edificación religiosa y civil. Un ejemplo cercano lo podemos encontrar en el palacio de Formigales.

### Casa Molinero (Las Bellostas)

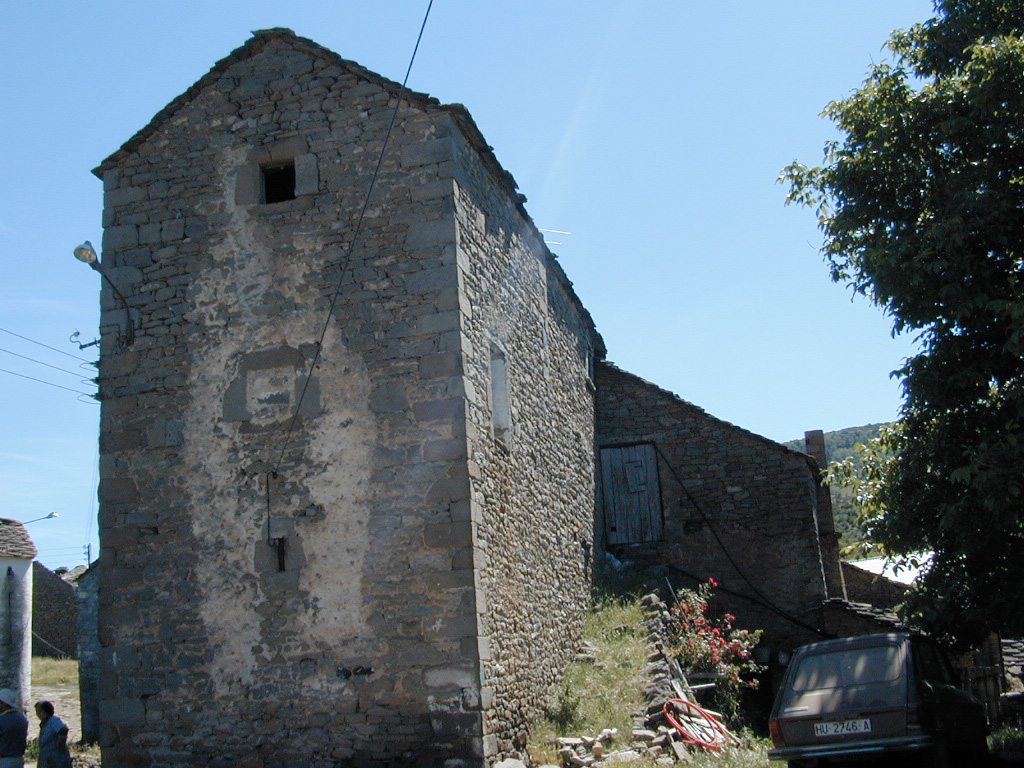
Fachada de Casa Molinero.

Casa Molinero es un edificio de grandes dimensiones de obra de mampostería y sillar; se compone de una majestuosa torre y una edificación de planta baja unida a la misma, que posteriormente fue recrecida para alcanzar la altura de la torre,

### Torre de Casa la Abadía (Gerbe)

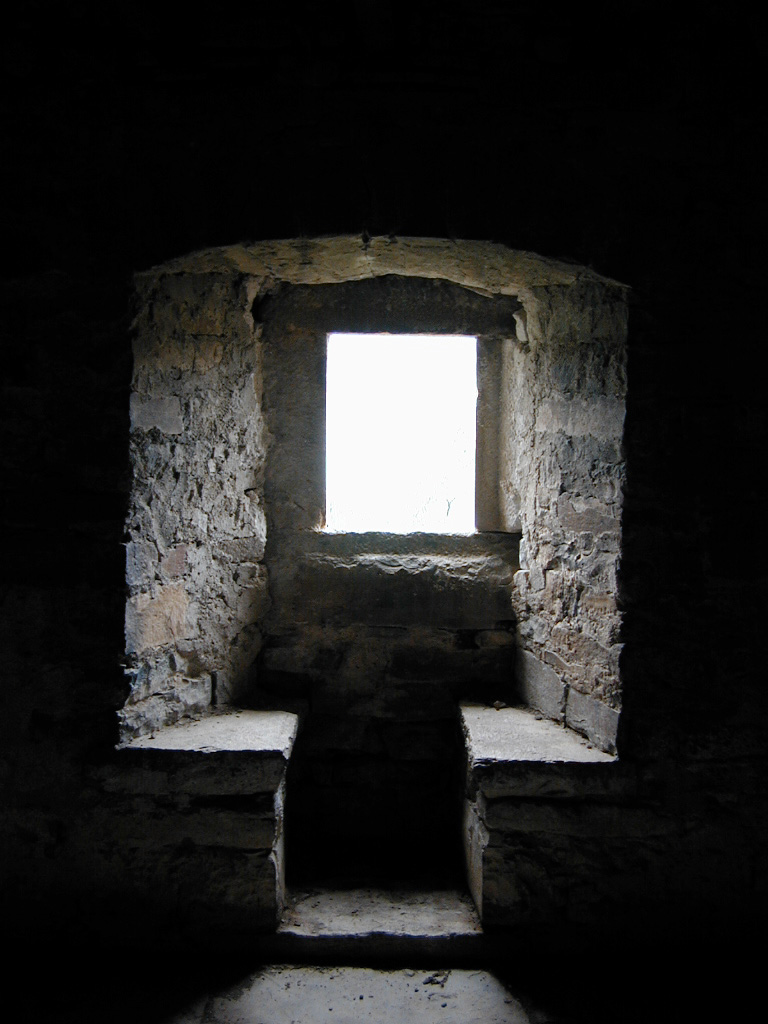
Interior de ventana de Casa Abadía de Gerbe (Huesca).

Se trata de un gran edificio formado por dos elementos claramente diferenciados. Por un lado, una torre de carácter defensivo, el origen del conjunto y por otro, un bloque de vivienda, adosado a un costado de la torre, y que parece ser posterior.

### Casa Bara (Guaso)

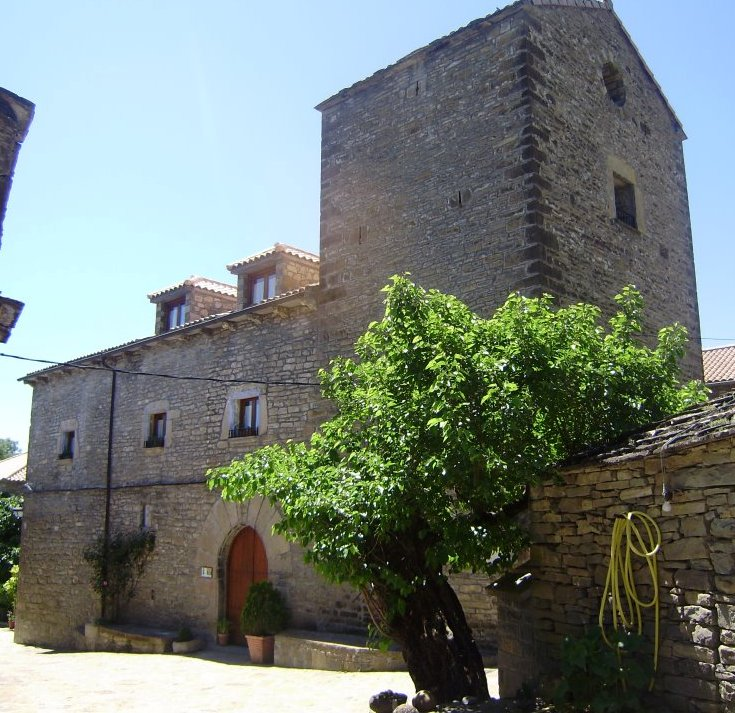
Casa Bara en Guaso (Huesca)

Casa de grandes dimensiones, de planta rectangular con una torre cuadrada de mayor altura en uno de sus extremos

### Casa Juan Broto (Guaso)

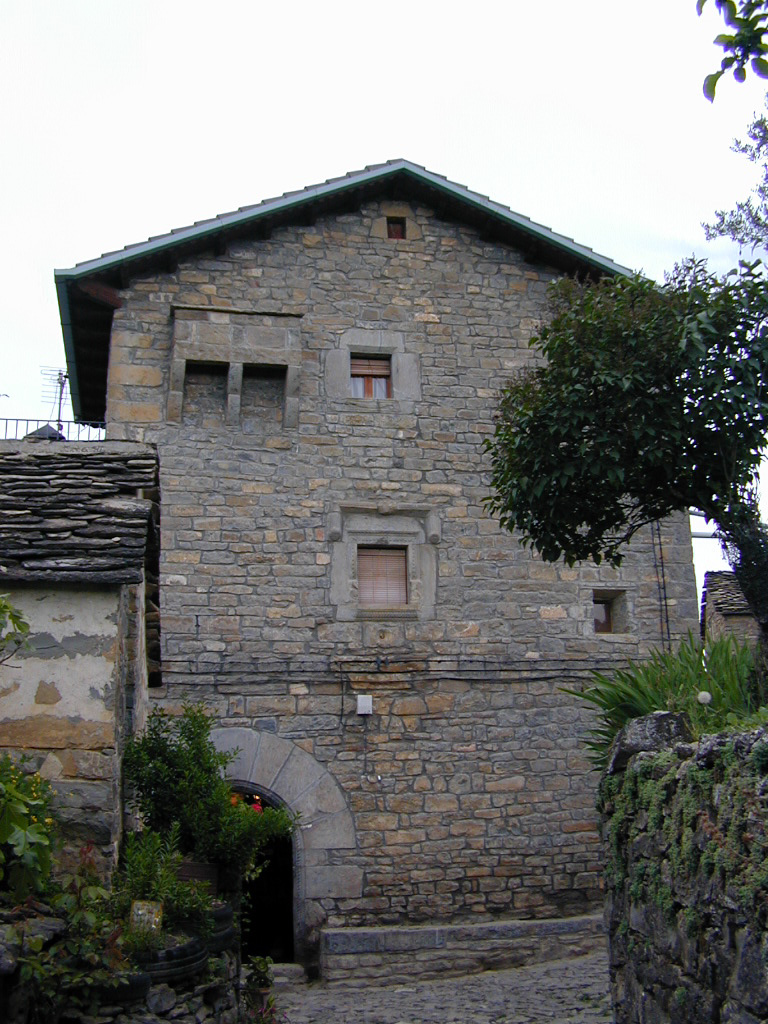
Fachada de casa Juan Broto de Guaso.

Este monumento es un edificio de planta rectangular, realizada en mampostería y con tejado de losas a dos aguas. presenta un matacán en su fachas principal.

### Casa Pallás (Guaso)

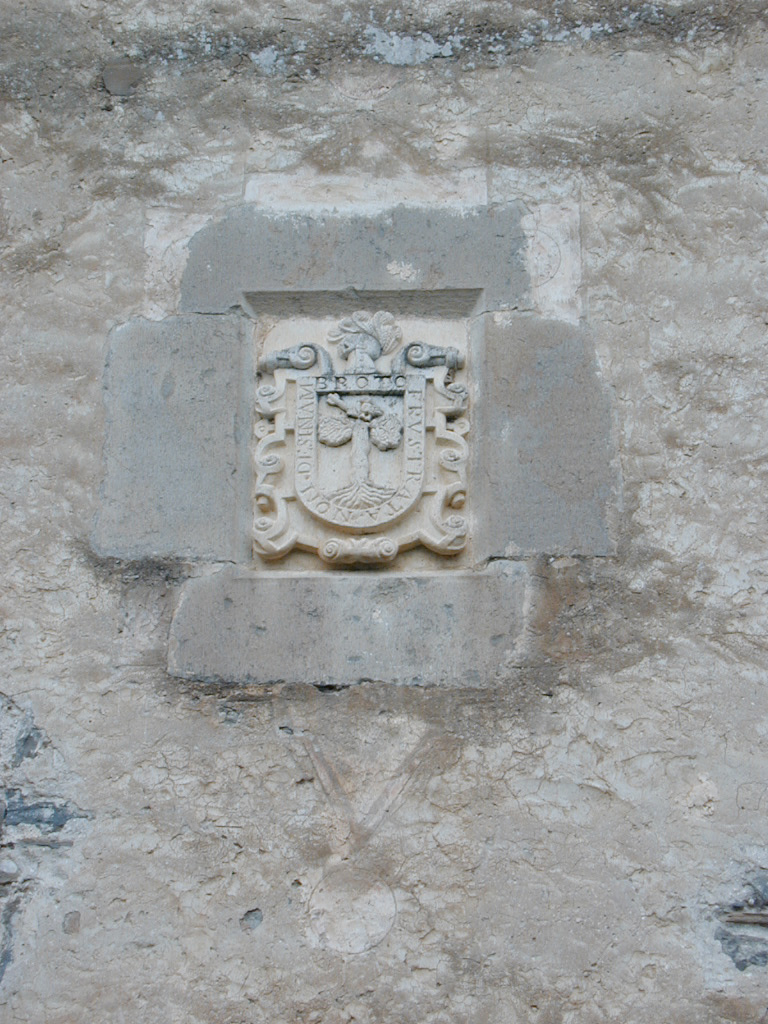
Escudo en fachada de casa Pallás de Guaso (Huesca)

Antiguamente era la vivienda familiar de los Broto. Esta construcción se realizó partir del siglo XVI, con sucesivas ampliaciones hasta el siglo XIX, dando fruto a una de las casa fuertes de más solera del Alto Aragón.

### Casa Carruesco (Lecina)

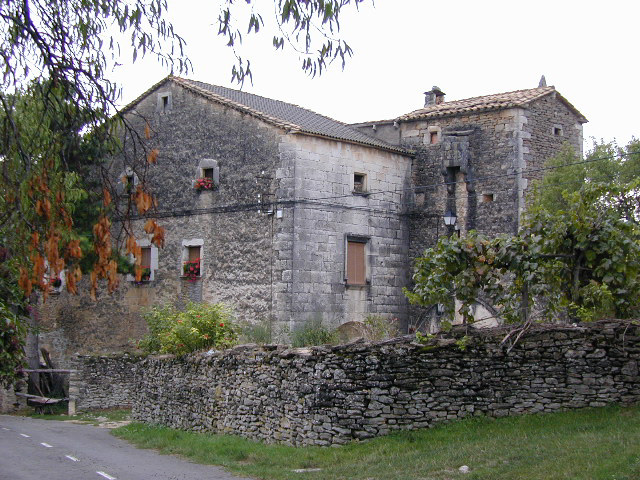
Casa Carruesco en Lecina, Comarca de Sobrarbe.

Lo más destacable de este monumento es su excelente estado de conservación. Casa Carruesco es una de las residencias defensivas más características de Sobrarbe, construida íntegramente en el siglo XVI

### Casa Arruba (Fanlo)

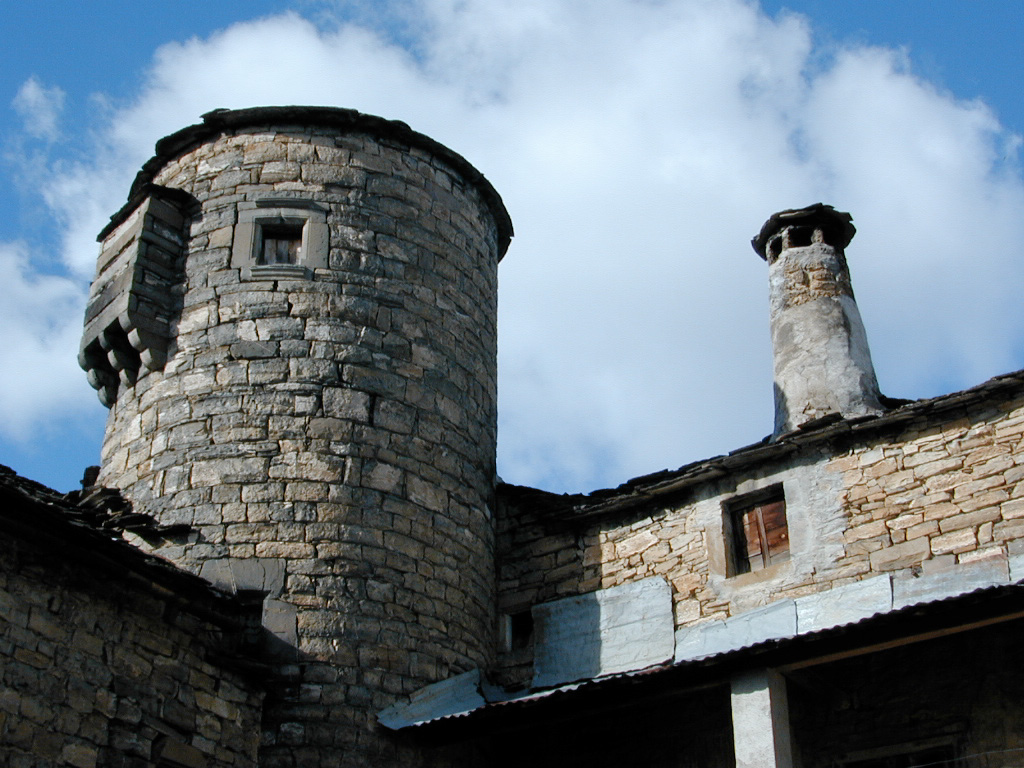
Torre circular con matacán y chimenea de Casa Ruba de Fanlo.

Casa Arruba es un enorme caserón con patio interior y distribución en forma de u. Está compuesta por varias edificaciones fruto de numerosas ampliaciones. El conjunto data del siglo XVI.

### Casa del Señor (Fanlo)

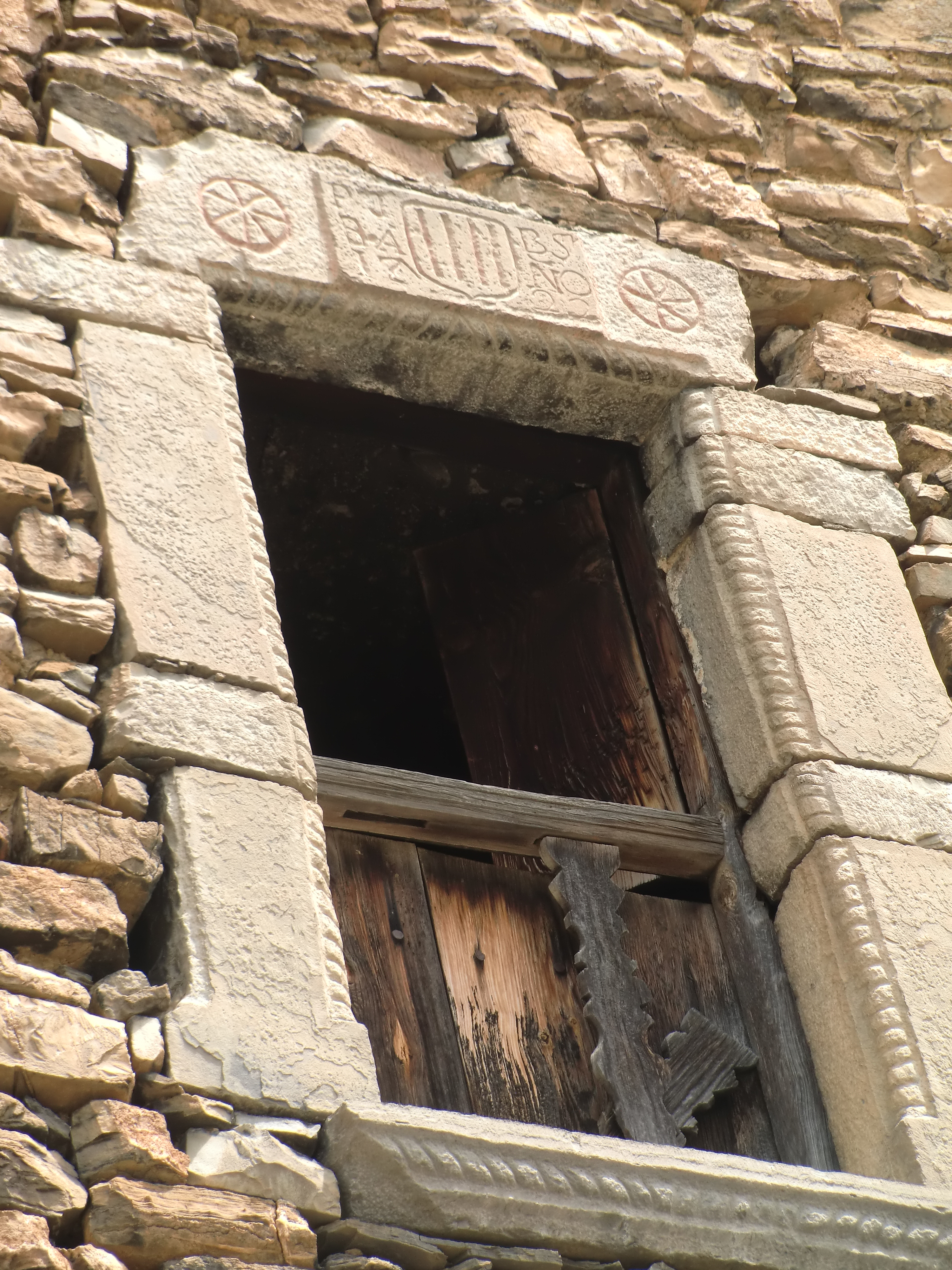
Balcón de Casa del Señor en Fanlo.

Casa del Señor es un conjunto formado por varios edificios de diferentes momentos dispuestos en torno a un patio interior en forma de U, esta distribución fue bastante frecuente en el Pirineo siglo XVI.

### Casa Morillo (Arasanz)

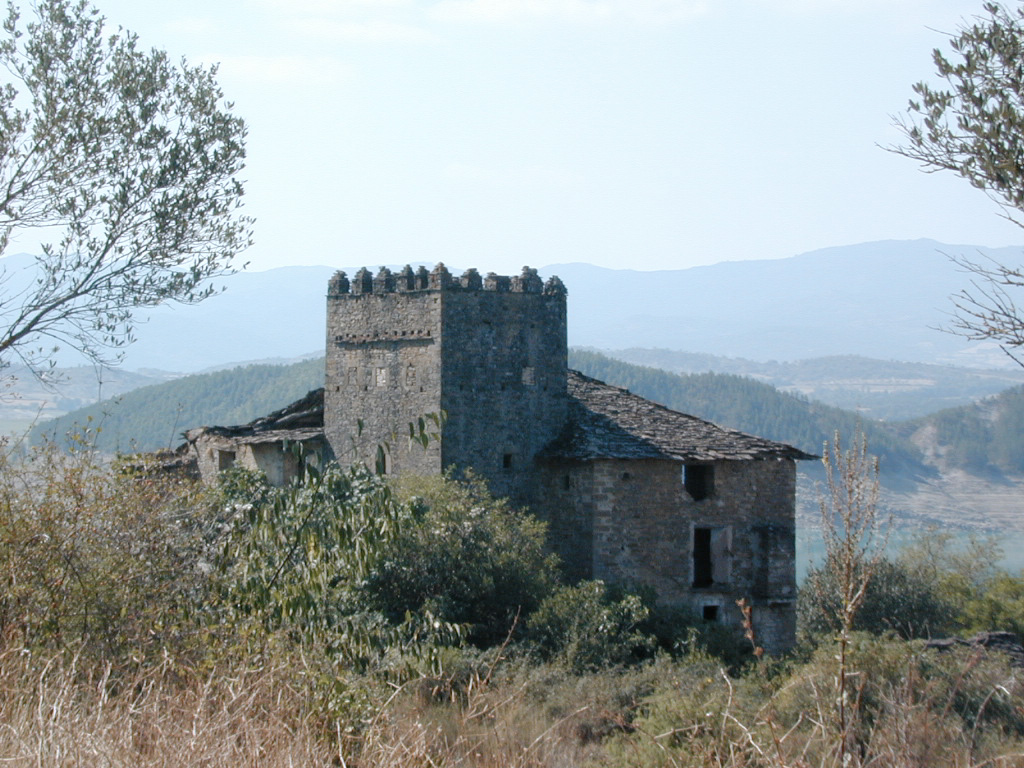
Torre de planta cuadrada adosada a vivienda en Arasanz.

La torre cuadrada, situada más al norte que destaca, tiene planta cuadrada de gran altura y remata con almena. La de la esquina sur, es de gran tamaño pero más baja y de planta circular

### Palacio de los Mur (Formigales)

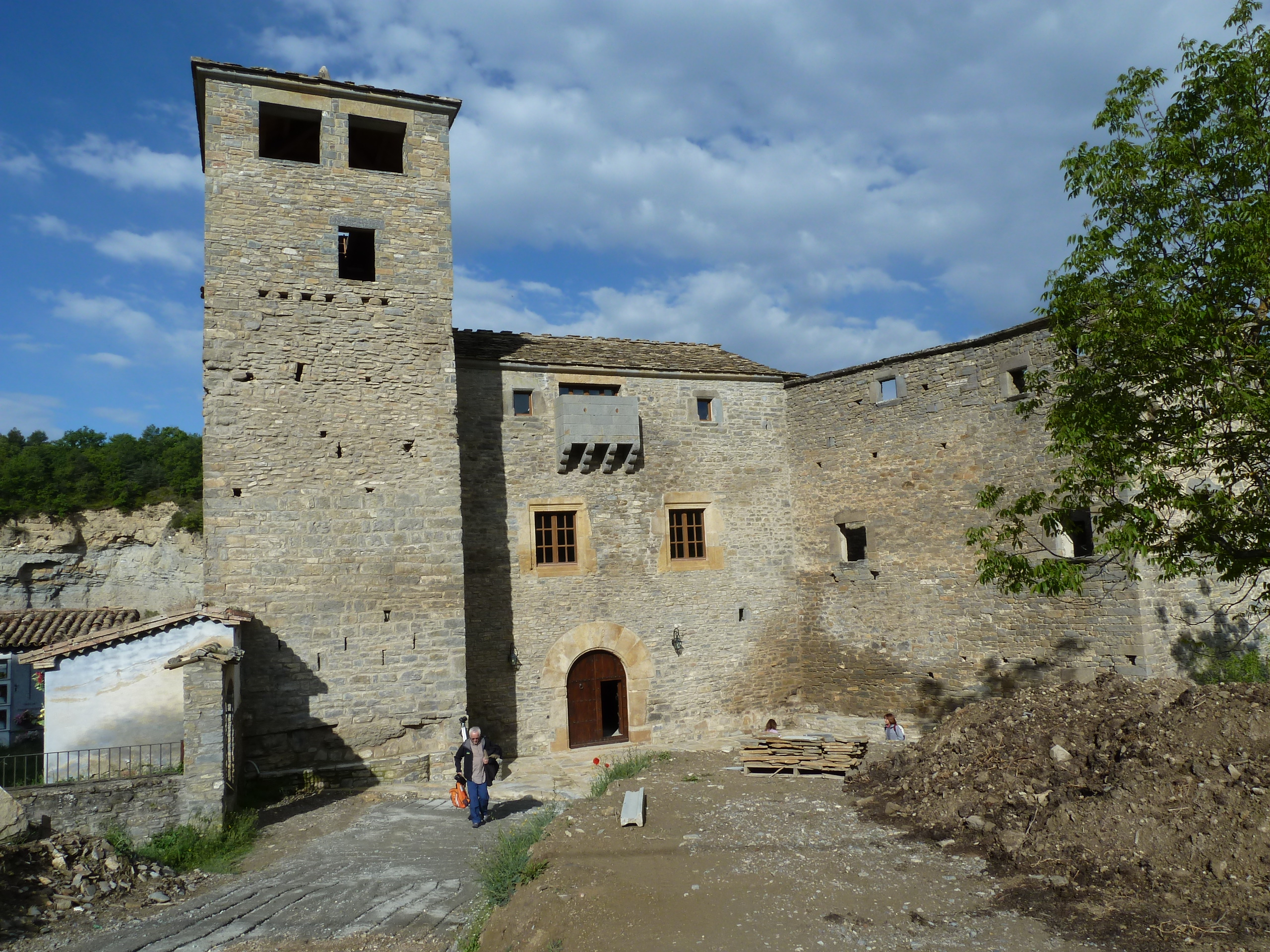
Fachada principal y torre de casa fortificada en Formigales.

Casa fortificada que consta de varios elementos adosados la fachada principal sirve de nexo entre la torre de planta cuadrada y cinco alturas y otro cuerpo unido en sentido transversal.

### Casa Mur (Aluján)

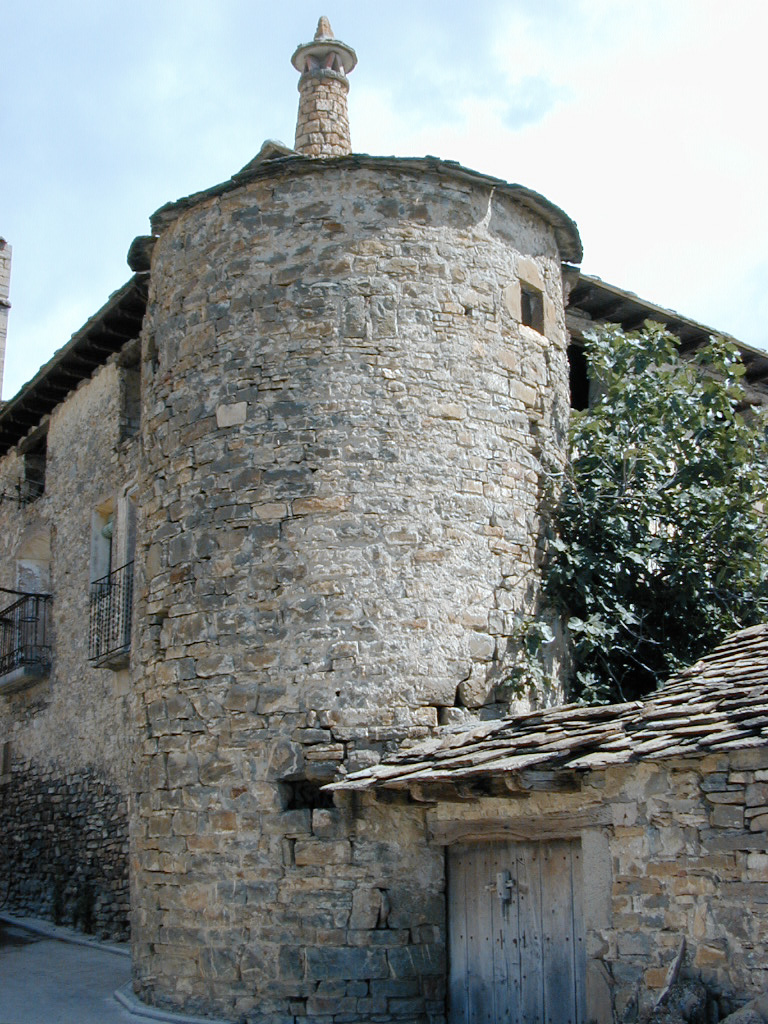
Torre de planta circular adosada a una esquina de la casa de los Mur de Aluján.

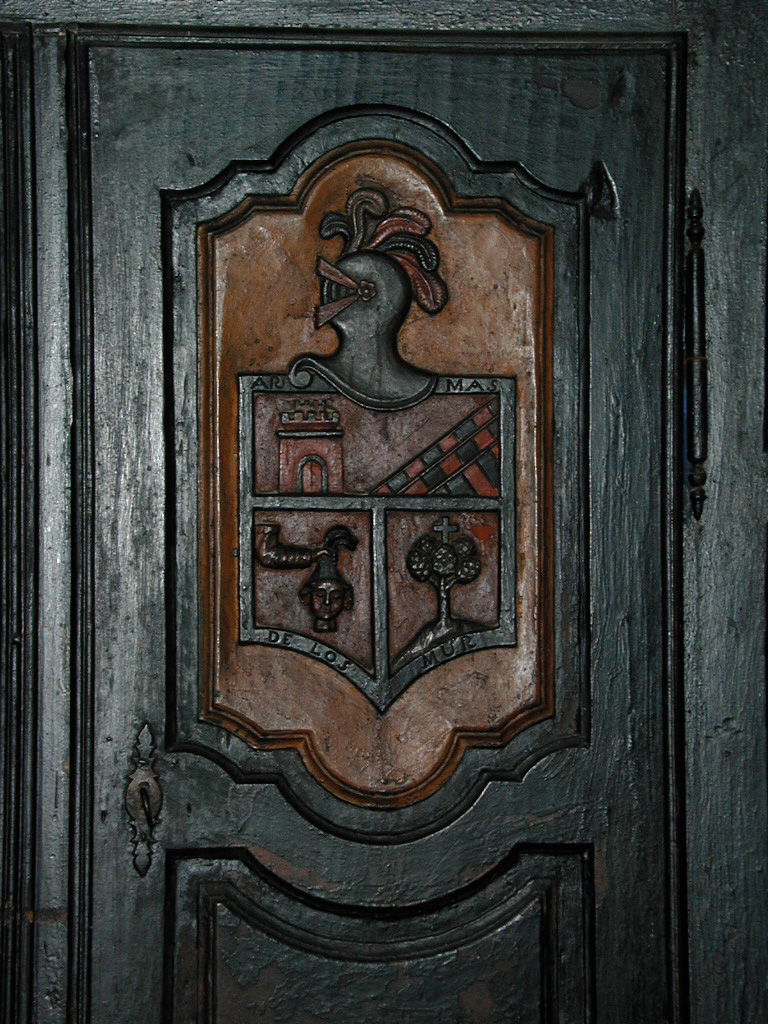
Escudo de Armas de los Mur grabado en un armario del castillo.

Casa Mur de Aluján es una magnífica residencia construida en el siglo XVI con fines defensivos. Posee un torreón cilíndrico y dos rectangulares con matacanes y el oratorio de San Juan (s XVII). Es un edificio monumental y complejo que ha sufrido numerosas ampliaciones.

### Castillo de Morillo Monclús (Morillo Monclús)

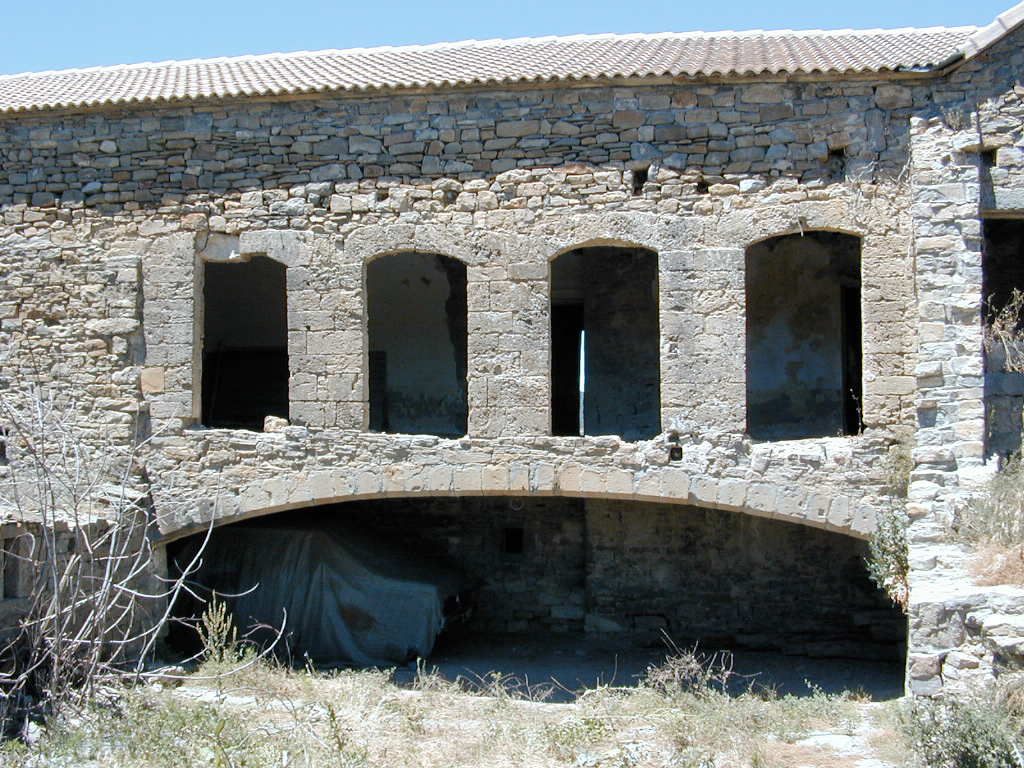
Patio interior del castillo de Morillo de Monclús.

Este conjunto señorial, antiguo palacio de los Mur, presenta una torre que defiende la entrada y recuerda las entradas de los castillos y los monasterios cistercienses, aunque lo más llamativo es contemplar en el patio el arco rebajado de 7,70 metros de luz y 32 dovelas de arista viselada.

### Casa Palacio (Salinas de Trillo)

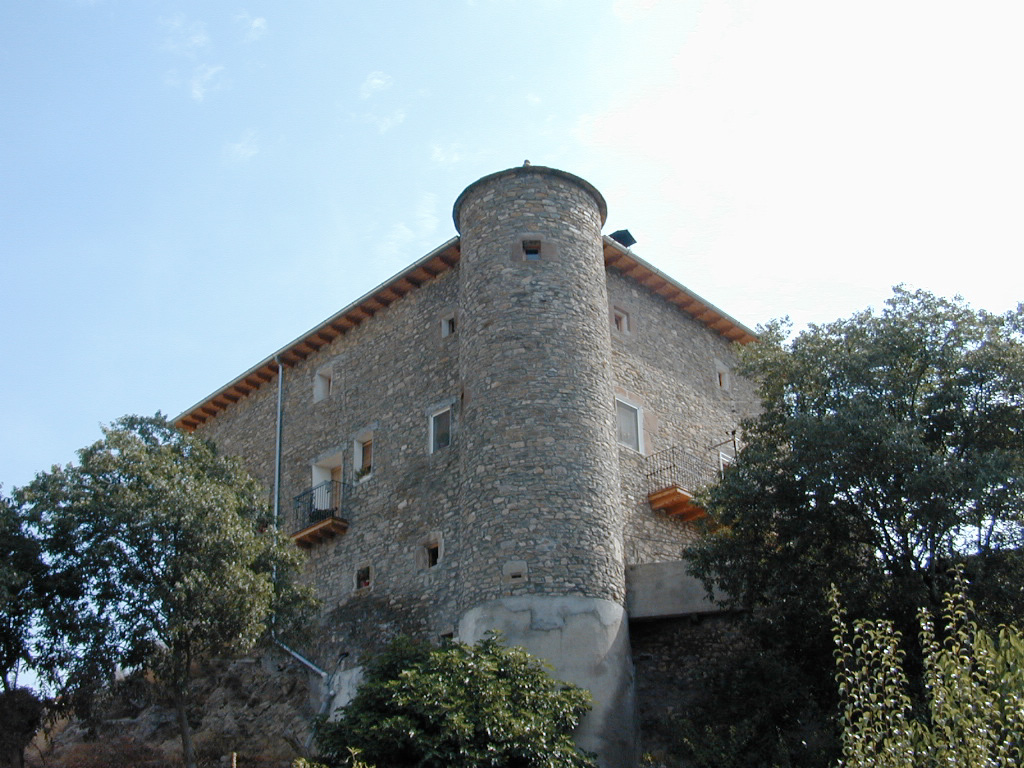
Torre de planta circular adosada en una esquina de casa Palacio de Salinas de Trillo, Comarca de Sobrarbe (Huesca).

El edificio se encuentra sobre un montículo y es una gran mole cuadrada, muy cerrada, con una torre cilíndrica de la misma altura que la casa en el ángulo suroeste. Durante la década de los 90, se llevó a cabo una restauración, el aspecto que presenta el edificio es macizo y cerrado en el que se ha conservado torre cilíndrica adosada construcción muy recurrente en Sobrarbe que permite atisbar el camino de la vecina localidad de Trillo.

### Torre de Casa Tardán (Gistaín)
Es una torre de grandes dimensiones, exenta y de planta cuadrada. Está, cubierta con losa de pizarra a cuatro vertientes. Tiene 5 alturas y en los pisos más altos se suceden vanos y aspilleras.
Tiene una hilera de huecos en la cuarta planta que podría 
ser la sujeción de un antiguo cadalso de madera. 

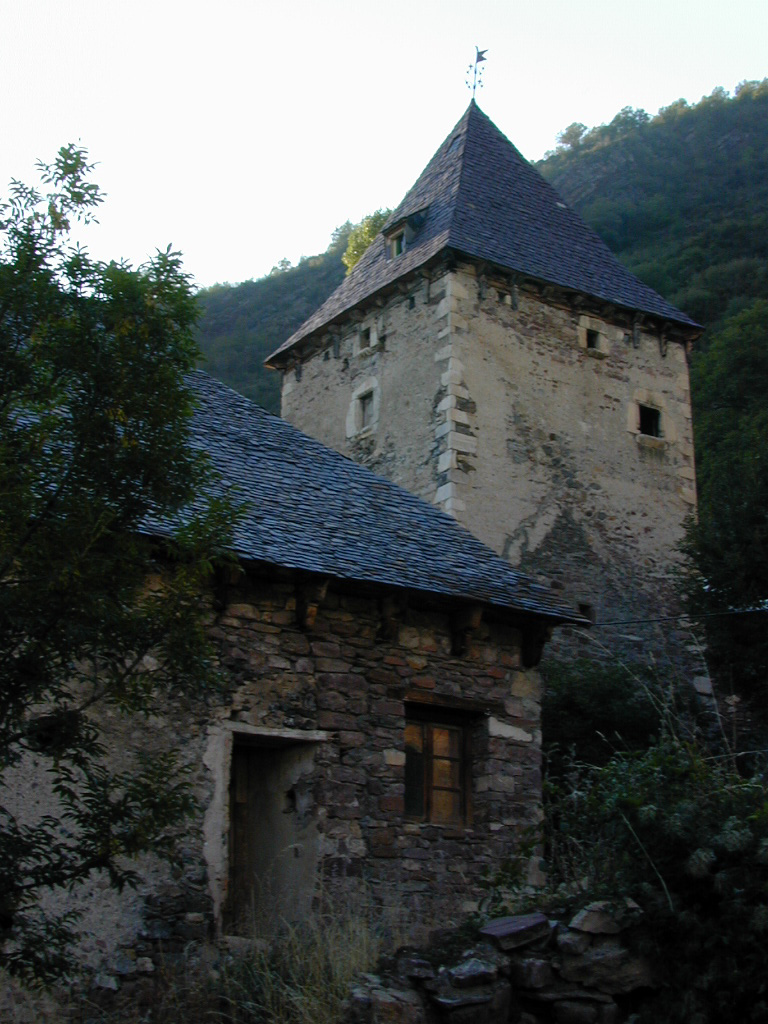
Torre y vivienda adosadas. Casa Tardán Gistaín.

### Torre de Casa Rins (Gistaín)
Se encuentra en el interior de un solar al que se accede por arco de medio punto con la siguiente inscripción IHS MA/ año de 1600 CASA/DE DOMIN/GO DERIN. Y presenta rasgos que denotan una antigüedad mayor que la otra torre de esta localidad descrita anteriormente.

### Casa Buil (San Vicente de Labuerda)
Este conjunto inicialmente era una torre defensiva a la que se fueron añadiendo diferentes construcciones originado un conjunto cerrado formado por vivienda, lagar, patio y capilla particular dedicada a la Inmaculada.

### Torre de Casa Moliné (Plan)
Originalmente un acceso estuvo en la planta de la calle pudiéndose acceder también desde el interior de la casa, en la actualidad ambas puertas se encuentran cegadas. Se usaban trampillas para conectar las diferentes plantas.

### Casa Mur Antón Barrau (Bestué)
Es una gran casa de planta aproximadamente cuadrada y tres pisos a la que se adosan dos cuerpos de menor tamaño: uno en un extremo de la fachada principal, de una planta utilizado para cuadras, y otro en la lateral, de dos pisos, en el superior de los cuales se encuentra el horno de pan y la masadería

### La cárcel de Puértolas (Puértolas)
Construcción de la Baja Edad Media, cuya planta inferior fue utilizada como cárcel. Se trata de una torre de planta cuadrada con tres pisos construida en sillería isódoma en la parte inferior y que a medida que gana altura se vuelve irregular.

### Torre de Casa El Arrendador (Araguás)
Destaca su torre de gran altura construida en mampostería, de planta cuadrangular y dos cuerpos, reforzada con sillar en las esquinas construidas entre los siglos XIV y XVII, así como las aspilleras en alguna de sus fachadas para garantizar su función defensiva.

### Torre Marcela (Bergua)
El conjunto consta de torre y una casa añadida posteriormente.
La torre está construida en sillarejo. Es de planta cuadrada, dividida en planta baja, tres pisos y falsa, con tejado de losas a dos vertientes

### Cárcel de Broto (Broto)
Construida sobre un fuerte desnivel, sólo se aprecia su aspecto de torre desde el cercano río, desempeñó funciones de cárcel por lo que algunas ventanas aparecen enrejadas y ofrece un aspecto de solidez e impenetrabilidad, por el tipo de construcción puede vincularse al siglo XVI.

## Galería de imágenes

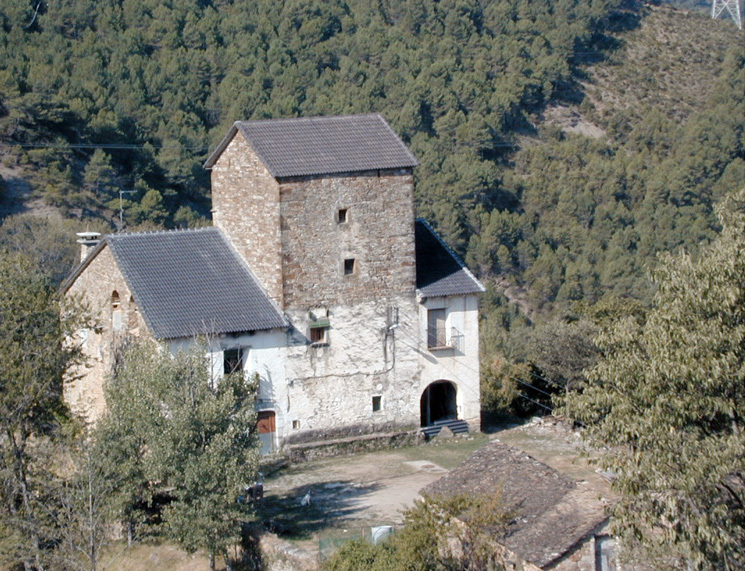
Araguás. Casa torreada.
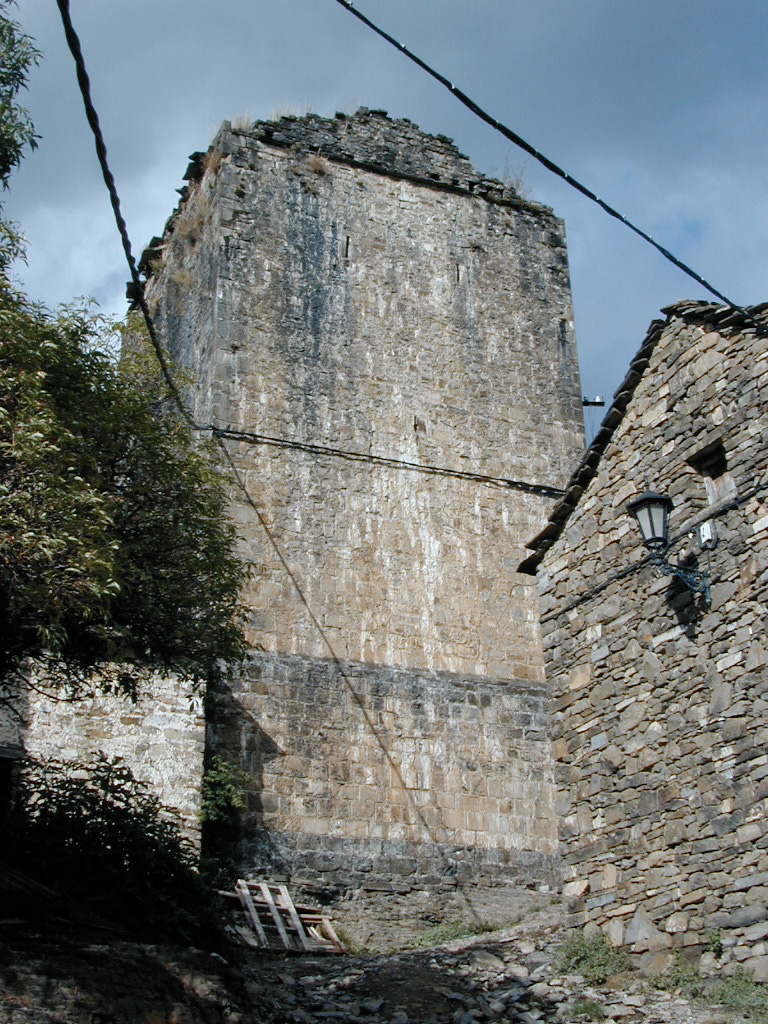
Puértolas. Torre utilizaba como cárcel.
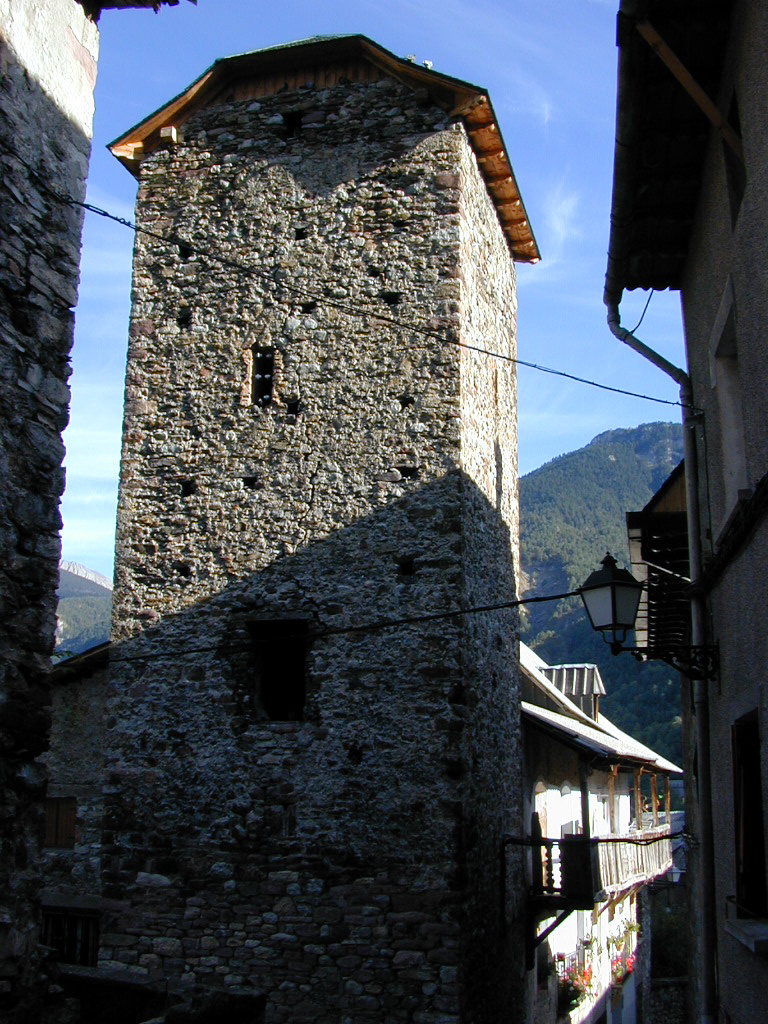
Plan. Torre de Casa Moliné.
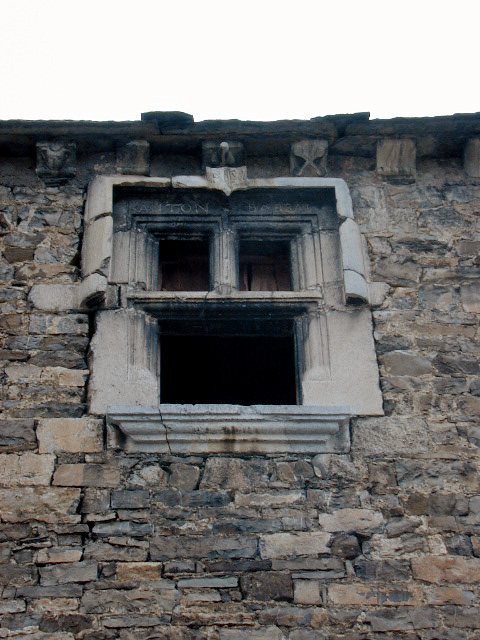
Bestué. Ventana de Casa Mur Antón Barrau.
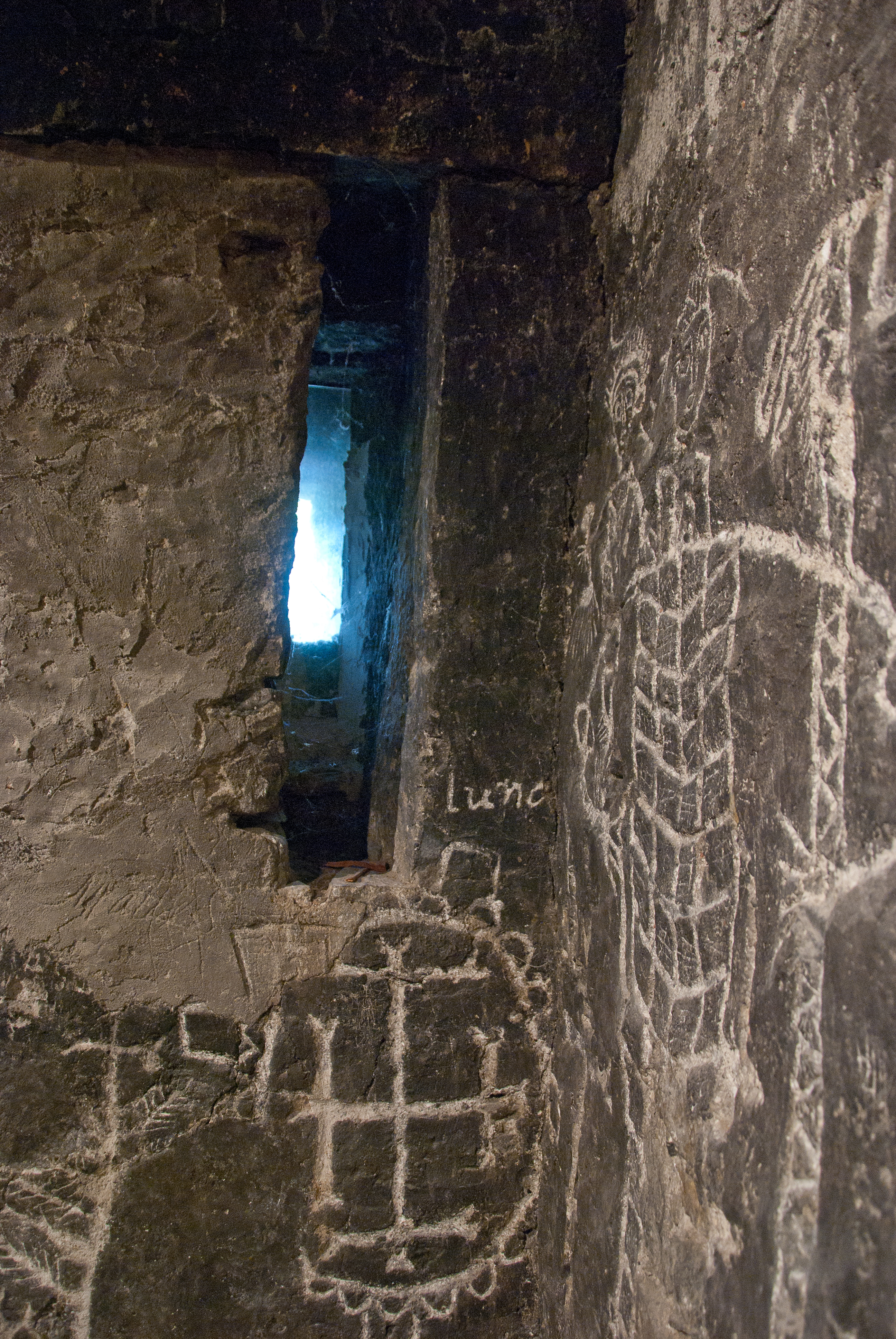
Broto. Grabados y aspillera en la cárcel.
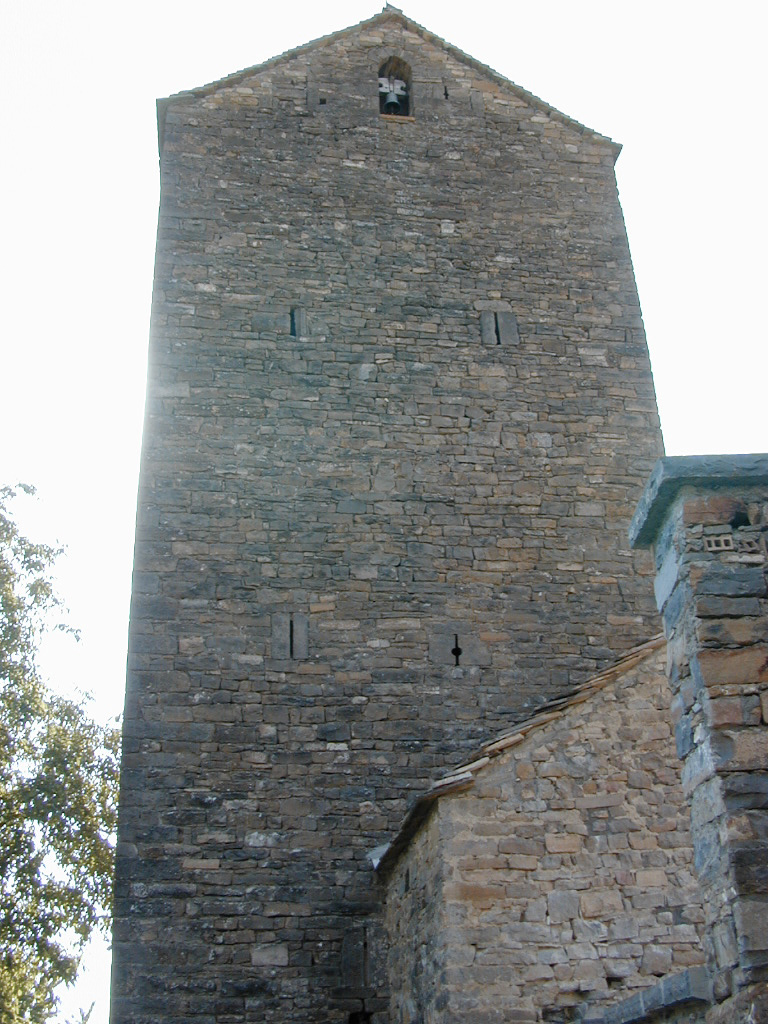
San Vicente de Labuerda. Torre de Casa Buil.